# Ференц Юхас
Ференц Юхас (угор. Juhász Ferenc; 16 серпня 1928, Біаторбадь — 2 грудня 2015) — угорський поет, головний редактор будапештського журналу «Уй іраш».

## Біографія
Перші вірші опубліковані в 1946 році. У 1947—1949 навчався на філологічному факультеті Будапештського університету. У 1949 році виходить перша книга — «Крилате лоша».
Теплота і гармонія селянського трудового життя в збірках «Крилате лоша» (1949), поемах «Сімейство Шанта», «Мій батько» (1950). Вірші справили враження на читачів, Юхасу була присуджена премія імені Кошута.
Працював в улюбленому видавництві «Сепірадолмі».
Збірники «Нові вірші» (1951), «Влада квітів» (1955), поеми «Нічні бачення» (1962), «Квітуче дерево світу» (1965), «Бій з білим баранчиком» (1965), поема «Чорний орлиний король» (1988).
У 1960—1998 роках часто бував в Белграді, Новому Саді, Суботіці.

## Нагороди
- Премія Баумгартена (1949)
- Премія Аттіли Йожефа (1950)
- Премія Кошута (1951, 1973)
- Премія «Золотий вінець» (1992)
- Radnóti-díj (1971)
- A Magyar Népköztársaság Zászlórendje (1988)
- A Művészeti Alap Irodalmi Nagydíja (1991)
- Az Év Könyve Jutalom (1993)
- A Magyar Köztársasági Érdemrend középkeresztje (1994)
- Hazám-díj (2001)
- Премія «Prima Primissima» (2007)